# Acanthocreagris agazzii
Espèce
Synonymes
- Microcreagris agazzii Beier, 1966

Acanthocreagris agazzii est une espèce de pseudoscorpions de la famille des Neobisiidae.

## Distribution
Cette espèce est endémique de Vénétie en Italie. Elle se rencontre dans des grottes des Préalpes vicentines et des Dolomites.

## Description
Le mâle holotype mesure 2,3 mm.
Les mâles mesurent de 2,3 à 2,5 mm et la femelle 3,4 mm.

## Systématique et taxinomie
Cette espèce a été décrite sous le protonyme Microcreagris agazzii par Beier en 1966. Elle est placée dans le genre Acanthocreagris par Mahnert en 1974.

## Étymologie
Cette espèce est nommée en l'honneur de Giorgio Agazzi.

## Publication originale
- Beier, 1966 : Neues über Höhlen-Pseudoscorpione aus Veneto. Atti della Società Italiana di Scienze Naturali, e del Museo Civile di Storia Naturale, Milano, vol. 105, p. 175-178 (texte intégral).